# Wisconsin Badgers

Kohl Center.

Wisconsin Badgers (español: Tejones de Wisconsin) es el nombre de los equipos deportivos de la Universidad de Wisconsin-Madison, situada en Madison (Wisconsin). Los equipos de los Badgers participan en las competiciones universitarias organizadas por la NCAA, y forman parte de la Big Ten Conference.por si acaso por lo menos si lauoagdk

## El origen del nombre
Contrariamente a lo que popularmente se cree, el origen del apodo de la Universidad de Wisconsin no tiene nada que ver con el reino animal. Proviene del hecho de que, a principios del siglo XIX, la minería jugaba un papel fundamental en el estado, y de los mineros se decía que vivían como tejones. De ahí el curioso sobrenombre.

## Fútbol americano
El equipo de fútbol americano se creó en 1889. A lo largo de su historia ha conseguido 11 títulos de la Big Ten Conference, y 2 de sus jugadores han ganado el prestigioso Trofeo Heisman. Su mejor época fue a principios de los años 1990, cuando contrataron a Barry Álvarez como entrenador. en ese periodo ganaron 3 Rose Bowls y otros 3 títulos de Conferencia.

## Baloncesto
El equipo de baloncesto data de 1898, ganando el título nacional en 1941. Además, ha llegado 4 veces a la Final Four (1941, 2000, 2015 y 2015) y ha ganado en 18 ocasiones (1907, 1908, 1912, 1913, 1914, 1916, 1918, 1921, 1923, 1924, 1929, 1935, 1941, 1947, 2002, 2003, 2008, 2015) la fase regular de su conferencia. De esta universidad han salido notables baloncestistas que han pasado por la NBA, de entre los que destacan Michael Finley, Frank Kaminsky, Christian Steinmetz o Walter Meanwell.

## Campeonatos nacionales
Los equipos de la Universidad de Wisconsin-Madison han conseguido 29 títulos nacionales de la NCAA. Son los siguientes:
- Boxeo: 8 (1939, 1942, 1943, 1947, 1948, 1952, 1954, 1956)
- Baloncesto masculino: 1 (1941)
- Cross masculino: 5 (1982, 1985, 1988, 2005, 2011)
- Cross femenino: 2 (1984, 1985)
- Hockey sobre hielo masculino: 6 (1973, 1977, 1981, 1983, 1990, 2006)
- Hockey sobre hielo femenino: 4 (2006, 2007, 2009, 2011)
- Atletismo en pista cubierta: 1 (2007)
- Fútbol masculino: 1 (1995)
- Voleibol femenino: 1 (2021)